# خدمات هوایی نیروی دریایی امپراتوری ژاپن
خدمات هوایی نیروی دریایی امپراتوری ژاپن (به ژاپنی: 大日本帝國海軍航空隊, Dai-Nippon Teikoku Kaigun Kōkū-tai)  (IJNAS) ، سازمان هوانوردی دریایی از نیروی دریایی امپراتوری ژاپن (IJN). این سازمان مسئولیت عملیات هواپیماهای دریایی و هدایت رزم هوایی در جنگ اقیانوس آرام را بر عهده داشت.